# Vento catabatico

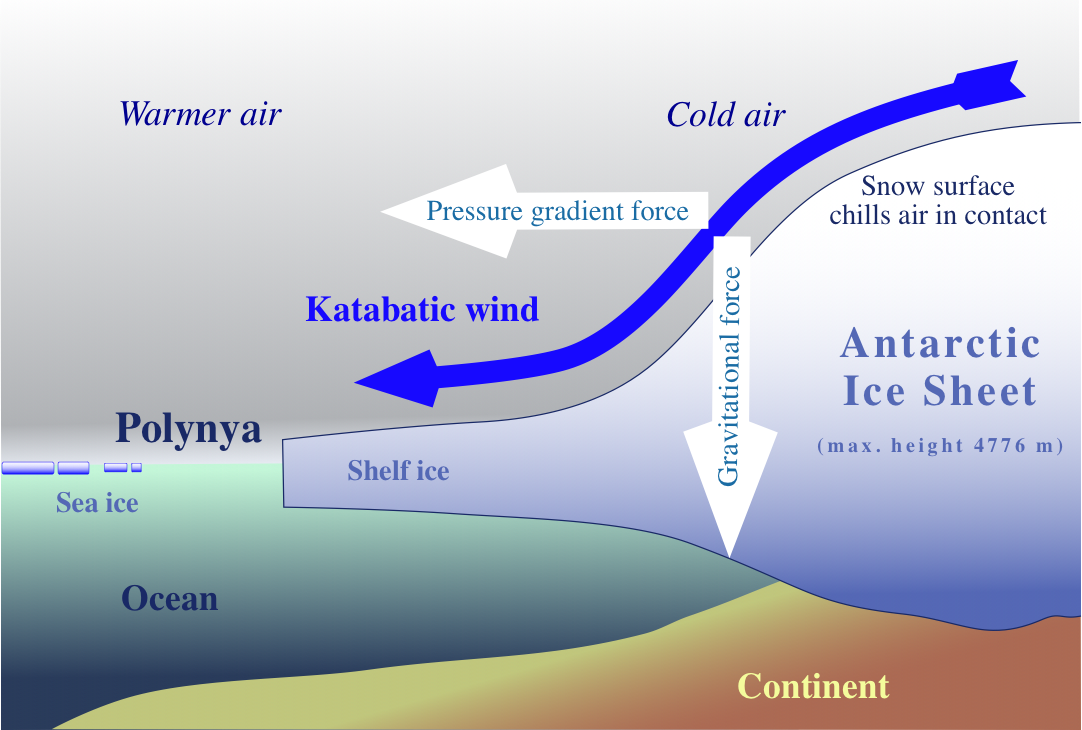
Schema della generazione di venti catabatici nelle regioni Antartiche

In meteorologia un vento catabatico (dal termine greco katabatikos, che significa "che va verso il basso"), è un vento che soffia scendendo da un'inclinazione topografica, come una collina, montagna, ghiacciaio o un plateau (ad es. in opposizione ad un sollevamento orografico). Questo tipo di vento, particolarmente quando spira su una vasta area, viene talvolta chiamato vento di caduta.
Viene fatta distinzione tra i venti che sono più caldi dell'aria circostante (generalmente chiamati Foehn) e quelli che sono più freddi (ad esempio, il Maestrale nel Mar Mediterraneo, la Bora nel Mare Adriatico o l'Oroshi in Giappone). In tempi recenti, comunque, il termine catabatico si riferisce solitamente alla variante fredda. I venti che spirano verso l'alto sono chiamati invece venti anabatici.

## Descrizione

### Formazione

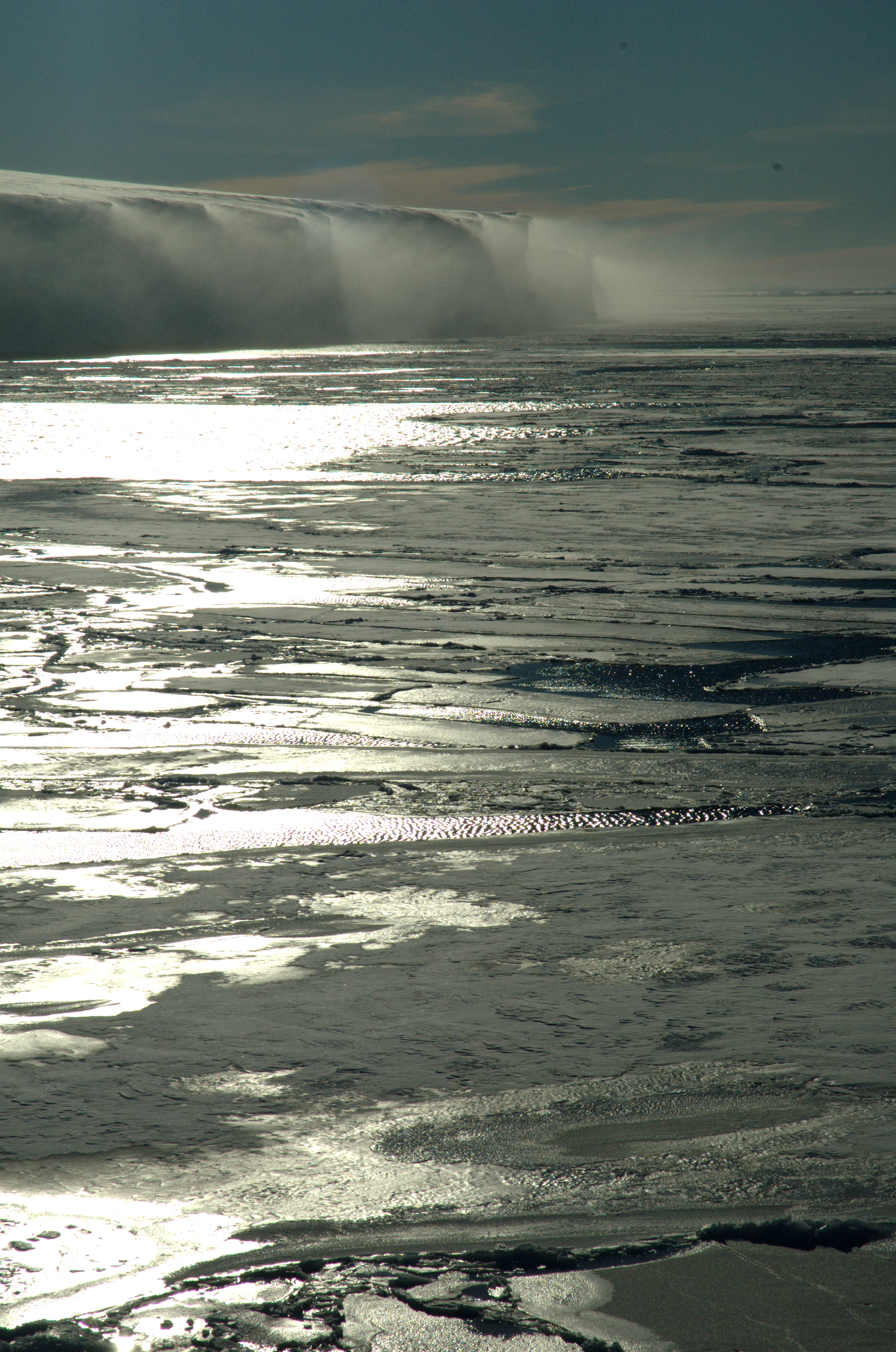
Vento catabatico che soffia da una piattaforma di ghiaccio.

Tra i venti catabatici caldi è noto, in California, il Vento di Sant'Ana; questo forte vento catabatico è estremamente secco perché proviene dalla regione desertica della massa d'aria del Great Basin nello Utah quando si sviluppa un sistema ad alta pressione. L'aria viene quindi spinta verso la costa del Pacifico passando per la Sierra Nevada e viene riscaldata per compressione adiabatica, accelerando lungo il versante occidentale delle montagne. È particolarmente intenso a valle delle valli che emergono dalle montagne per effetto corridoio.
La variante fredda del vento catabatico ha origine nel raffreddamento dell'aria sulla sommità delle alture. Poiché la densità dell'aria aumenta quando la temperatura diminuisce, l'aria fredda fluisce verso il basso per effetto gravitazionale, riscaldandosi adiabaticamente nello scendere, ma restando sempre relativamente fredda se la temperatura iniziale era molto bassa e il dislivello di discesa non molto elevato, come è il caso delle regioni artiche o antartiche.
I venti catabatici freddi si trovano spesso nelle prime ore della notte, quando è cessato il riscaldamento del sole e il terreno si raffredda emettendo radiazione infrarossa. L'aria fredda del cicloni extratropicali può contribuire a questo effetto.
Sull'Antartico e la Groenlandia, esistono dei notevoli venti catabatici freddi, che soffiano per gran parte dell'anno. La formazione di grandi masse di aria fredda, e di conseguenza molto densa, sulle alture ghiacciate mette in gioco una notevole quantità di energia gravitazionale. Se i venti catabatici risultanti sono concentrati in un'area ristretta di una vallata costiera, essi possono raggiungere velocità elevate paragonabili a quelle di un uragano. In Groenlandia questi venti sono chiamati Piteraq e possono divenire molto intensi quando un'area di bassa pressione si avvicina alla costa.

### Effetti
In alcune ristrette aree del continente Antartico, la forza dei venti catabatici riesce a spazzare via la neve dando luogo a una sorta di oasi priva di neve in mezzo ad un ambiente totalmente innevato e ghiacciato, come ad esempio nelle Valli secche McMurdo o nelle regioni di ghiaccio blu. Questo deriva dal fatto che i venti catabatici molto freddi sono caratterizzati da un'umidità molto bassa che quindi tende ad inaridire la regione in cui soffiano.

## Williwaw
Anche nell'arcipelago della Terra del Fuoco, in Sud America, come pure in Alaska soffia un vento freddo chiamato "williwaw" che può essere molto pericoloso per le navi che cercano riparo nei porti. I williwaw si originano nei campi di ghiaccio delle montagne vicine alla costa e possono raggiungere la velocità di oltre 100 nodi (cioè oltre 180 km/ora), ma sono stati registrati addirittura venti fino a 200 nodi.